# De rodillas
De Rodillas es el segundo EP de la banda de rock colombiana Ekhymosis, publicado el 10 de marzo de 1992 por la compañía Codiscos. Las letras de las canciones reflejan la injusticia e inseguridad que había en aquellos tiempos en la ciudad de Medellín, debido a la violencia que la sacudía y la muerte injusta de muchos jóvenes. El EP no pudo obtener la repercusión comercial deseada, pero con el paso de los años se convirtió en una grabación de culto en el heavy metal. Además fue el detonante del surgimiento de las bandas más emblemáticas del rock colombiano entre ellas Juanita Dientes Verdes, Betelgeuse de Jonathan Hans, Emma Hoo y Perseo. Es el primer trabajo de José Uribe dentro de la banda siendo bajista, ya que más tarde cambiaría su rol de instrumento con Andrés García. Tras su lanzamiento, la banda grabó el reconocido álbum Niño gigante.

## Listado de canciones
| N.º | Título                  | Duración |  |
| 1.  | «Culpable por Inocente» | 3:20     |  |
| 2.  | «No Es Justo»           | 4:19     |  |
| 3.  | «De Rodillas»           | 4:03     |  |
| 4.  | «Sálvame»               | 3:29     |  |

## Créditos
- Juan Esteban Aristizábal "Juanes"- Guitarra, Voz
- Andrés García - Guitarra
- Jose Uribe - Bajo (QEPD)
- Esteban Mora - Batería